# Rrapa
Rrapa (em albanês: Rrapë/Rrapa0 é uma comuna (em albanês:  komuna) da Albânia localizada no distrito de Puka, prefeitura de Escodra.